# Lymanbensonia crenata
Lymanbensonia crenata ist eine Pflanzenart aus der Gattung Lepismium in der Familie der Kakteengewächse (Cactaceae). Das Artepitheton crenata stammt aus dem Lateinischen, bedeutet ‚gekerbt‘ und verweist auf die Ränder der Triebe.

## Beschreibung
Lymanbensonia crenata wächst epiphytisch, ist strauchig und verzweigt seitlich. Die schmal länglichen, welligen, dünnfleischigen Triebsegmente besitzen eine auffällige Mittelrippe. Sie sind bis zu 30 Zentimeter lang und 6 Zentimeter breit. Die großen Areolen sind bewollt. Die aus ihnen entspringenden drei bis acht Dornen sind bis zu 4 Millimeter lang.
Die kleinen roten Blüten erscheinen seitlich. Die Früchte weisen Durchmesser von bis zu 7 Millimeter auf.

## Verbreitung, Systematik und Gefährdung
Lymanbensonia crenata ist im bolivianischen Departamento La Paz in Höhenlagen von 1800 Metern verbreitet.
Die Erstbeschreibung unter dem unkorrekten Namen Hariota boliviana (ICBN-Artikel 11.4) erfolgte 1891 durch Nathaniel Lord Britton. Alexander Borissovitch Doweld stellte die Art 2002 in die Gattung Lymanbensonia. Weitere nomenklatorische Synonyme sind Acanthorhipsalis crenata (Britton) Britton & Rose  (1923), Rhipsalis crenata (Britton) Vaupel (1926), Lepismium crenatum (Britton) Barthlott (1987) und Pfeiffera crenata (Britton) P.V.Heath (1994).
In der Roten Liste gefährdeter Arten der IUCN wird die Art als „Data Deficient (DD)“, d. h. mit keinen ausreichenden Daten geführt.

## Nachweise